# Двое в пути
«Двое в пути» — советский цветной телевизионный фильм-мелодрама, снятый на студии «Мосфильм» в 1973 году режиссёром Леонидом Марягиным по сценарию Дмитрия Василиу. Лауреат большого главного приза Интервидения и приза прессы на XI международном фестивале телевизионных фильмов в Праге (июнь 1974).

## Сюжет
Под осенним небом хмурится размытая дорога. Приехавшая в деревню простенькая некрасивая девчонка-штукатур Оля Чумакова трясётся в кабине неприхотливого грузовичка. Не оправдался её сердечный интерес, по которому она приехала: морячок с фотокарточки оказался неумным и самодовольным. Оля взялась доказать морячку, что не занимать ей характера, сможет она найти другого парня, если пожелает. Отпуск был испорчен, потому что пришлось возить картошку, зато встретился Оле Асхат, в котором и нашла девушка своё трудное и нескладное счастье.
Молчаливого красивого шофёра Асхата бросила жена, и он остался вдвоём с маленькой дочкой. Асхату встретилась молодая девушка Оля, которая влюбилась в него. Асхат попросил Ольгу выйти за него замуж. Но она узнала, что к Асхату решила вернуться жена, поэтому Оля отказалась от свадьбы с Асхатом. Такое решение она приняла, не желая ребёнку жизни без родной матери.

## Описание
Цветной телевизионный фильм в жанре мелодрамы «Двое в пути» продолжительностью 79 минут с монозвуком был снят на плёнке обычного формата (1:1,37) на студии «Мосфильм» (в его творческом объединении «Телефильм») в 1973 году. Фильм был снят по заказу Государственного Комитета Совета Министров СССР по телевидению и радиовещанию.
Сценарий к фильму был написан Дмитрием Василиу, режиссёром-постановщиком был Леонид Марягин, художником-постановщиком — Василий Щербак. Съёмки производил главный оператор Виктор Шейнин. Музыку для фильма написал композитор Ян Френкель.
Звукооператором фильма был Евгений Фёдоров, дирижёром — Эмин Хачатурян. Стихи песен написал Игорь Шаферан. Вторым режиссёром была Полина Сырцова. Редактором фильма был Иван Виноградов. Монтажёром фильма была Галина Патрикеева, гримёром — Е. Евсеева, костюмером — В. Романова.
Оператором комбинированных съёмок был Виктор Жанов, художником-декоратором — Ю. Усанов. Ассистентами режиссёра были Марина Лузгина и М. Набокова, ассистентами оператора — Г. Потапов и Юрий Уланов. Директором картины была В. Зайцева.

## В ролях
- Нина Зоткина — Ольга Чумакова (главная роль)
- Татьяна Игнатова
- Михаил Кислов
- Татьяна Кречетова
- Светлана Крючкова
- Наташа Михайлова
- Александр Молотов
- Джамал Мониава
- Виктор Проскурин
- Наталья Четверикова

В эпизодах
- Владимир Акимов
- Валентина Ананьина
- Валентина Березуцкая
- Валентин Брылеев
- Георгий Петровский
- Николай Прокопович
- Иван Рыжов
- Любовь Соколова
- Виктор Шульгин

## Премьера
Премьерный показ состоялся на московском телевидении 11 марта 1973 года.

## Критика
В. Иванова обратила внимание, что в названии телефильма «Двое в пути» звучит мотив пути, мотив дороги, а темой фильма является поиск мечты, поиск нравственного идеала. По мнению Ивановой, фильм показывает последовательный пристальный интерес постановщика фильма к незаметным и скромным людям, к их повседневной жизни. Внимание Ивановой привлекли такие сцены фильма, как получение зарплаты бригадой штукатурщиц, посещение ими парикмахерской, возвращение в общежитие. Иванова сочла, что героиня фильма Ольга Чумакова учится жить, учится различать в человеческом поведении, во всех его проявлениях, трудное и легкодоступное, правильное и ложное. Иванова утверждает, что обаятельность Оли Чумаковой в исполнении Н. Зоткиной, интересность заявленных характеров не смогли скрыть банальность сюжета фильма, вторичность истории девчонки, влюбившейся заочно, по фотографии. Любопытные детали и наблюдения фильма своей подробностью иногда дают возможность ощутить, прочувствовать становление личности героини в процессе накопления ею нравственного опыта, но постоянные возвращения сюжета к заезженной схеме препятствуют раскрытию характера Оли Чумаковой на достаточную глубину.
Л. Н. Мазур отнесла лирическую киноповесть «Двое в пути» к числу фильмов о «возвращенцах» в село, появившихся как ответ на вызовы сельской миграции.

## Награды
- 1974 (июнь) — большой главный приз Интервидения[6] и приз прессы на XI международном фестивале телевизионных фильмов в Праге[7][4][8]. На том же фестивале приза за лучшее исполнение женской роли была удостоена Нина Зоткина за роль Оли Чумаковой[8].